# Gülşat Mämmedowa
Gülşat Sahyýewna Mämmedowa, née en 1964, est une femme politique turkmène et ancienne présidente de l'Assemblée du Turkménistan, la chambre basse du Conseil national. Elle était auparavant ministre de l'Éducation du pays de 2009 à 2015 puis vice-présidente de la même Assemblée à partir de 2017. Elle succède à Akja Nurberdiýewa.

## Biographie
Elle est née à Achgabat (alors en République Soviétique Socialiste du Turkménistan) et étudie à l'université d'État turkmène dans le département de lettres et littérature turkmène avant d'y travailler comme chercheuse de 1988 à 2015. En 2009, elle devient la ministre de l'Éducation du pays, à la suite du limogeage de Muhammetgeldi Annaamanov, après avoir été la vice-ministre de celui-ci. Elle est elle-même réprimandée par le président Berdimuhamedow en 2012 « pour mauvaise exécution de ses fonctions officielles » en raison de problèmes liés au processus d'organisation des examens de sortie de lycée dans le pays et perd son poste en 2015.
En 2016, elle devient vice-présidente du Cabinet des ministres de la Culture et des Médias du Turkménistan, rôle dans lequel elle met en place un concours destiné aux jeunes chanteurs et aux enfants surdoués, ainsi qu'à toutes personnes travaillant dans le domaine des arts, pour remporter un prix présidentiel. Elle rend également compte des Journées culturelles du Turkménistan organisées dans d'autres pays. En saluant son nouveau cabinet en février 2017 duquel elle ne fait pas partie, le président Berdimuhamedow félicite l'ancienne ministre et déclare que « son expérience et ses connaissances seront utilisées dans un autre domaine important ».
Après avoir été élue vice-présidente de l'Assemblée du Turkménistan en juin 2017, elle est élue présidente de cette même assemblée en mars 2018, lors d'un scrutin tenu secret, succédant à Akja Nurberdiýewa en poste depuis près de douze ans. Elle conserve son poste jusqu'au 6 avril 2023, date à laquelle Dünýägözel Gulmanowa lui succède.